# 勝川春泉
勝川 春泉（かつかわ しゅんせん、生没年不詳）とは、江戸時代の浮世絵師。

## 来歴
勝川春章の門人。俗名不明、作画期は天明後期から寛政前期にかけてとされ、細判の役者絵10数点と黄表紙などの版本挿絵を描いている。

## 作品
- 『いろは歌』　※安永9年（1780年）刊行
- 『高松政道譚』　黄表紙　※海水作、天明9年（1789年）刊行
- 『大千世界変人蔵』　咄本　※三橋喜三二作、寛政元年（1789年）刊行
- 『新作徳盛咄』　黄表紙　※ホコ長作、寛政2年刊行
- 「五代目市川團十郎の暫」　細判錦絵
- 「松本幸四郎」　細判錦絵
- 「瀬川菊之丞」　細判錦絵
- 「嵐龍蔵」　細判錦絵
- 「尾上松助」　細判錦絵
- 「四代目岩井半四郎と五代目市川團十郎」　細判錦絵2枚続